# Ая-Напа (футбольний клуб)
ФК «Ая-Напа» (грец. Αθλητικός Όμιλος Αγία Νάπα) — кіпрський футбольний клуб, який базується в місті Ая-Напа. Клуб був заснований у 1990 році після злиття двох клубів: APEAN (Athlitiki Podosfairiki Enosis Ayias Napa; «Athletic Football Union of Ayia Napa») та ENAN (Enosis Neon Ayias Napas; «Youth Union Ayia Napa»).